# Lekkoatletyka na Letnich Igrzyskach Olimpijskich 1936 – skok o tyczce mężczyzn

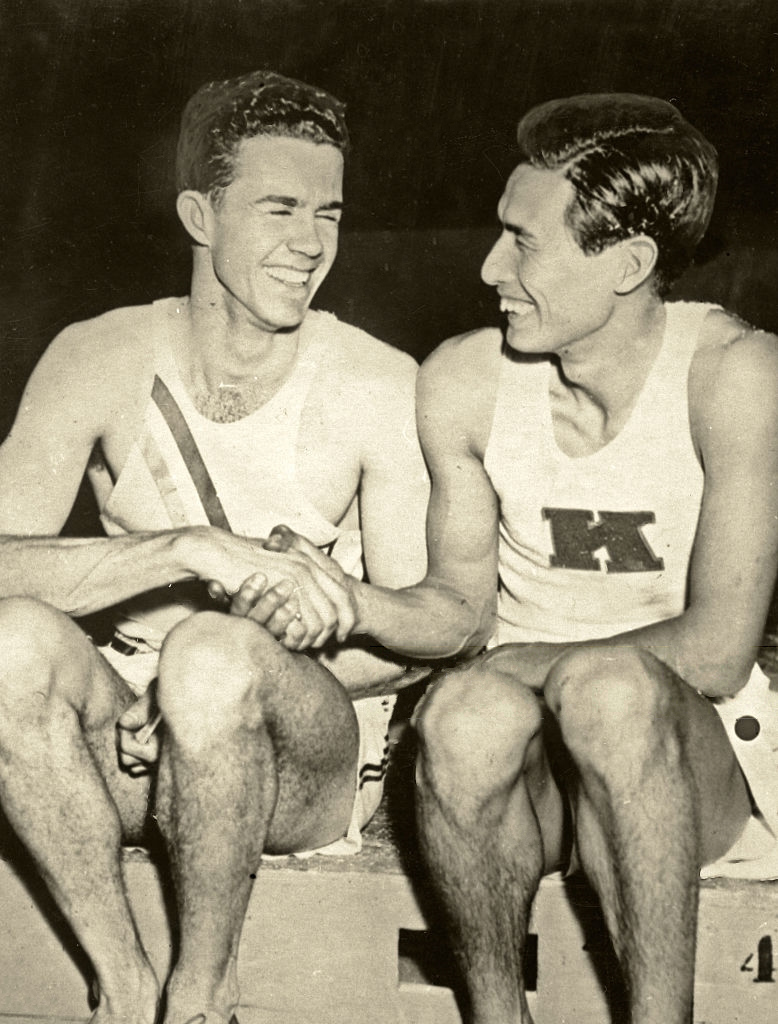
Earle Meadows i Sueo Ōe

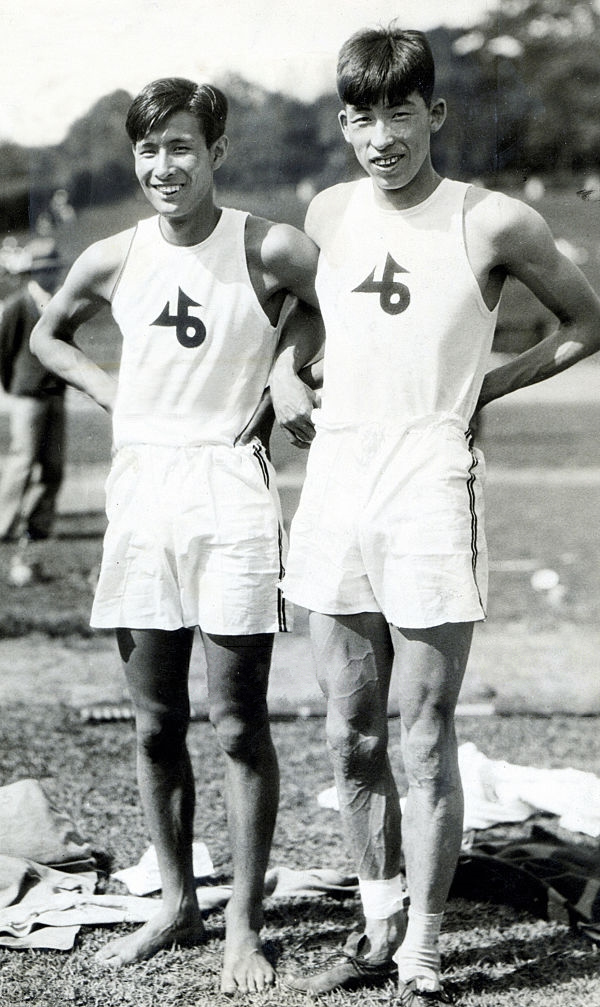
Sueo Ōe (z lewej) i Shūhei Nishida

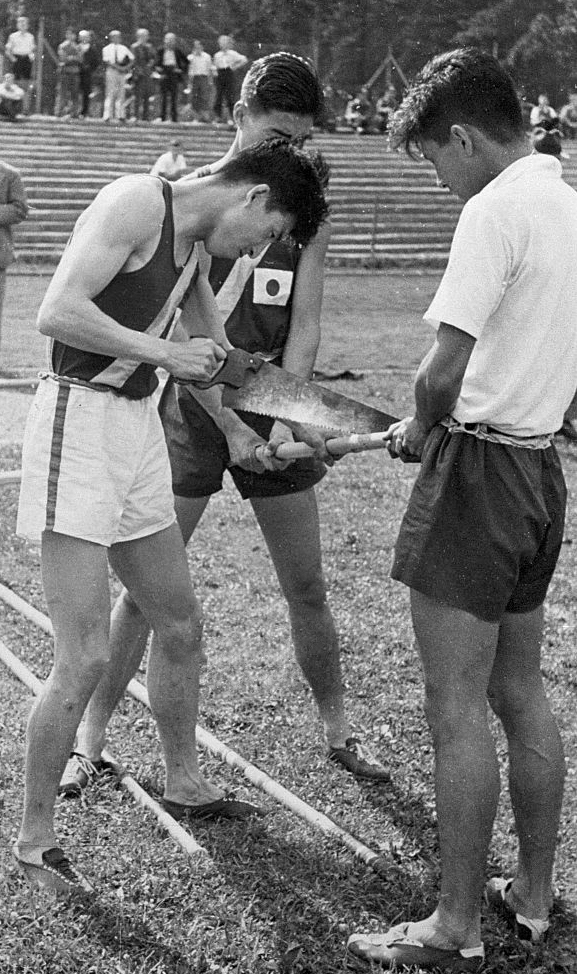
Japońscy tyczkarze Shūhei Nishida, Sueo Ōe i Kiyoshi Adachi przycinają tyczkę

Skok o tyczce mężczyzn był jedną z konkurencji rozgrywanych podczas XI Letnich Igrzysk Olimpijskich. Został rozegrany 5 sierpnia 1936 roku na Stadionie Olimpijskim w Berlinie. Wystartowało 30 zawodników z 21 krajów.

## Rekordy
|                   | Zawodnik       | Wynik | Miejsce     | Data                 |
| ----------------- | -------------- | ----- | ----------- | -------------------- |
| Rekord świata     | George Varoff  | 4,43  | Princeton   | 4 lipca 1936(dts)    |
| Rekord olimpijski | William Miller | 4,315 | Los Angeles | 3 sierpnia 1932(dts) |

## Terminarz
| Data            |              | Godzina |
| --------------- | ------------ | ------- |
| 2 sierpnia 1936 | Kwalifikacje | 10:30   |
| 2 sierpnia 1936 | Finał        | 16:00   |

## Wyniki

### Kwalifikacje
Minimum kwalifikacyjne do finału wynosiło 3,80 m.
| Pozycja | Zawodnik              | Państwo           | Wynik | Uwagi |
| ------- | --------------------- | ----------------- | ----- | ----- |
| 1.      | Earle Meadows         | Stany Zjednoczone | 3,80  | Q     |
| 1.      | Shūhei Nishida        | Japonia           | 3,80  | Q     |
| 1.      | Sueo Ōe               | Japonia           | 3,80  | Q     |
| 1.      | Bill Sefton           | Stany Zjednoczone | 3,80  | Q     |
| 1.      | Bill Graber           | Stany Zjednoczone | 3,80  | Q     |
| 1.      | Kiyoshi Adachi        | Japonia           | 3,80  | Q     |
| 1.      | Syl Apps              | Kanada            | 3,80  | Q     |
| 1.      | Péter Bácsalmási      | Węgry             | 3,80  | Q     |
| 1.      | Josef Haunzwickel     | Austria           | 3,80  | Q     |
| 1.      | Danilo Innocenti      | Włochy            | 3,80  | Q     |
| 1.      | Jan Koreis            | Czechosłowacja    | 3,80  | Q     |
| 1.      | Bo Ljungberg          | Szwecja           | 3,80  | Q     |
| 1.      | Alfred Proksch        | Austria           | 3,80  | Q     |
| 1.      | Wilhelm Schneider     | Polska            | 3,80  | Q     |
| 1.      | Richard Webster       | Wielka Brytania   | 3,80  | Q     |
| 1.      | Viktor Zsuffka        | Węgry             | 3,80  | Q     |
| 1.      | Andries du Plessis    | Południowa Afryka | 3,80  | Q     |
| 1.      | Ernst Larsen          | Dania             | 3,80  | Q     |
| 1.      | Julius Müller         | III Rzesza        | 3,80  | Q     |
| 1.      | Miroslav Klásek       | Czechosłowacja    | 3,80  | Q     |
| 1.      | Fu Baolu              | Chiny             | 3,80  | Q     |
| 1.      | Pierre Ramadier       | Francja           | 3,80  | Q     |
| 1.      | Siegfried Schulz      | III Rzesza        | 3,80  | Q     |
| 1.      | Adolfo Schlegel       | Chile             | 3,80  | Q     |
| 1.      | André Crépin          | Francja           | 3,80  | Q     |
| 26.     | Aulis Reinikka        | Finlandia         | 3,70  |       |
| 26.     | Evald Äärma           | Estonia           | 3,70  |       |
| 26.     | Jaša Bakov            | Jugosławia        | 3,70  |       |
| 29.     | Guillermo Chirichigno | Peru              | 3,50  |       |
| 29.     | Rigoberto Pérez       | Meksyk            | 3,50  |       |

### Finał
W finale tylko Earle Meadows pokonał wysokość 4,35 m. Pomiędzy trzema zawodnikami, którzy skoczyli 4,25 m i strącili 4,35 m rozegrano dogrywkę. Wszyscy strącili 4,35 m i 4,25 m, a wysokość 4,15 m skoczyli Nishida i Ōe, zaś strącił Sefton. Japończycy odmówili dalszej rywalizacji. Delegacja japońska zdecydowła, że srebrny medal otrzyma Nishida, a brązowy Ōe. Po powrocie do Japonii obaj Japończycy przepołowili swe medale i stopili je tak, ze każdy był w połowie srebrny i w połowie brązowy. Medale te zostały nazwane „Medalami Przyjaźni”.
| Pozycja | Zawodnik           | Państwo           | 3,40 m | 3,60 m | 3,80 m | 4,00 m | 4,15 m | 4,25 m | 4,35 m | 4,45 m | Wynik | Uwagi |
| ------- | ------------------ | ----------------- | ------ | ------ | ------ | ------ | ------ | ------ | ------ | ------ | ----- | ----- |
| 1.      | Earle Meadows      | Stany Zjednoczone | –      | o      | –      | o      | o      | xo     | xo     | xxx    | 4,35  | OR    |
| 2.      | Shūhei Nishida     | Japonia           | –      | –      | o      | o      | o      | o      | xxx    | –      | 4,25  |       |
| 3.      | Sueo Ōe            | Japonia           | –      | –      | o      | o      | o      | xo     | xxx    | –      | 4,25  |       |
| 4.      | Bill Sefton        | Stany Zjednoczone | –      | o      | –      | o      | xxo    | o      | xxx    | –      | 4,25  |       |
| 5.      | Bill Graber        | Stany Zjednoczone | –      | o      | –      | o      | xo     | xxx    | –      | –      | 4,15  |       |
| 6.      | Kiyoshi Adachi     | Japonia           | –      | o      | o      | o      | xxx    | –      | –      | –      | 4,00  |       |
| 6.      | Syl Apps           | Kanada            | –      | o      | o      | o      | xxx    | –      | –      | –      | 4,00  |       |
| 6.      | Péter Bácsalmási   | Węgry             | –      | o      | o      | xxo    | xxx    | –      | –      | –      | 4,00  |       |
| 6.      | Josef Haunzwickel  | Austria           | –      | o      | o      | xo     | xx–    | –      | –      | –      | 4,00  | [ 4 ] |
| 6.      | Danilo Innocenti   | Włochy            | –      | o      | o      | xo     | xxx    | –      | –      | –      | 4,00  | [ 5 ] |
| 6.      | Jan Koreis         | Czechosłowacja    | –      | xo     | o      | xxo    | xxx    | –      | –      | –      | 4,00  |       |
| 6.      | Bo Ljungberg       | Szwecja           | –      | o      | o      | o      | xxx    | –      | –      | –      | 4,00  |       |
| 6.      | Alfred Proksch     | Austria           | –      | o      | o      | o      | xxx    | –      | –      | –      | 4,00  | [ 4 ] |
| 6.      | Wilhelm Schneider  | Polska            | –      | –      | o      | o      | xxx    | –      | –      | –      | 4,00  |       |
| 6.      | Richard Webster    | Wielka Brytania   | –      | o      | o      | o      | xxx    | –      | –      | –      | 4,00  | [ 6 ] |
| 6.      | Viktor Zsuffka     | Węgry             | –      | o      | o      | xxo    | xxx    | –      | –      | –      | 4,00  |       |
| 17.     | Andries du Plessis | Południowa Afryka | o      | o      | o      | xxx    | –      | –      | –      | –      | 3,80  |       |
| 17.     | Ernst Larsen       | Dania             | –      | o      | o      | xxx    | –      | –      | –      | –      | 3,80  |       |
| 17.     | Julius Müller      | III Rzesza        | –      | o      | o      | xxx    | –      | –      | –      | –      | 3,80  |       |
| 17.     | Miroslav Klásek    | Czechosłowacja    | –      | o      | o      | xxx    | –      | –      | –      | –      | 3,80  |       |
| 17.     | Fu Baolu           | Chiny             | –      | o      | o      | xxx    | –      | –      | –      | –      | 3,80  |       |
| 17.     | Pierre Ramadier    | Francja           | –      | o      | o      | xxx    | –      | –      | –      | –      | 3,80  |       |
| 17.     | Siegfried Schulz   | III Rzesza        | –      | o      | o      | xxx    | –      | –      | –      | –      | 3,80  |       |
| 24.     | Adolfo Schlegel    | Chile             | –      | xo     | x––    | –      | –      | –      | –      | –      | 3,60  |       |
| 25.     | André Crépin       | Francja           | o      | xxx    | –      | –      | –      | –      | –      | –      | 3,40  |       |

#### Dogrywka
| Pozycja | Zawodnik       | Państwo           | 4,35 m | 4,25 m | 4,15 m |
| ------- | -------------- | ----------------- | ------ | ------ | ------ |
| 1.      | Shūhei Nishida | Japonia           | x      | x      | o      |
| 2.      | Sueo Ōe        | Japonia           | x      | x      | o      |
| 3.      | Bill Sefton    | Stany Zjednoczone | x      | x      | x      |